# Benson Mhlongo
Benson Simphiwe Mhlongo (Alexandra, 1980. november 9. –) dél-afrikai válogatott labdarúgó, edző.

## Pályafutása

### Klubcsapatokban
Pályafutása elején az Alexandra United és a City Sharks csapataiban lépett pályára. 2001 és 2005 között a Bidvest Wits, majd három bajnoki szezonon keresztül a Mamelodi Sundowns játékosa volt. Ezek után az Orlando Pirates és a Platinum Stars csapatait erősítette. Játékos karrierjét a 2014-15-ös szezonban a Polokwane City csapatánál fejezte be.

### A válogatottban
Tagja volt a 2004-es és a 2008-as afrikai nemzetek kupán, valamint a 2009-es konföderációs kupán résztvevő válogatott keretnek.

### Edzőként
2016 és 2018 között egykori klubja az Orlando Pirates csapatánál dolgozott asszisztensként. 2018 nyarán nevezték ki a TS Sporting menedzserének, de kinevezését követően nem sokkal távozott posztjáról.

## Sikerei, díjai
- Mamelodi Sundowns
  - Dél-afrikai bajnok: 2005-06, 2006-07
  - Dél-afrikai kupa: 2007-08
  - MTN 8 kupa: 2006–07
- Orlando Pirates
  - Dél-afrikai bajnok: 2010-11, 2011-12